# Ropica obliquelineata
Ropica obliquelineata är en skalbaggsart som beskrevs av Stefan von Breuning 1939. Ropica obliquelineata ingår i släktet Ropica och familjen långhorningar. Inga underarter finns listade i Catalogue of Life.